# Gante
Gante (en neerlandés: Gent; en francés: Gand) es una ciudad de Bélgica, capital de la provincia de Flandes Oriental, en la Región Flamenca. Está situada en la confluencia de los ríos Lys y Escalda. El municipio de Gante, con 263 703 habitantes en 2021, es el segundo más poblado del país. La ciudad está situada entre Brujas y Bruselas, a media hora de ambas en tren.
Centro turístico e industrial de Flandes Oriental, es la ciudad flamenca con mayor número de edificios históricos y cuenta con una intensa vida cultural.

## Etimología
Etimológicamente, el nombre Gante viene de la palabra celta ganda, que hace referencia a la convergencia, por ejemplo, de los dos ríos entre los que esta ciudad se encuentra. La reseña sobre san Amando Nantes, muerto en Elnon, Saint-Amand-les-Eaux, Francia, el 679, señala el culto previo entre los belgas a un ídolo llamado: 'Ghen'.

## Historia
Esta provincia estuvo habitada en tiempos de los celtas. En el siglo XIV fue, después de París, la ciudad medieval más grande de Europa al norte de los Alpes. En la historia era una ciudad de rebelión contra los impuestos altos y batallas por los derechos civiles.
Los condes de Flandes tenían su residencia principal en la ciudad de Malinas, como la princesa Juana estaba aquejada de mal de nervios debido a sus supuestos celos enfermizos, deciden con su marido Felipe el Hermoso trasladarse a Gante para cambiar de aires, por lo que el emperador Carlos V (Carlos I de España) nació en el Palacio de Prinsenhof que más tarde fue destruido y del cual no queda rastro. El castillo Gravensteen o Castillo de los Condes, es una fortaleza construida en el siglo XII que cuenta con uno de los fosos defensivos más grande del mundo y que fue reconstruido a finales del siglo XIX y principios del XX. Se trata de una impresionante fortaleza en pleno centro de la ciudad, rodeada por un foso, acondicionado como residencia por Simón de Mirabello, financiero y político lombardo, gobernador de Flandes en 1339, que tomaría el apellido Van Halen para sí y sus sucesores al recibir ese señorío. A lo largo de la historia fue residencia de los gobernadores, Casa de la Moneda, prisión, e incluso fábrica de algodón. Desde lo alto de sus torres se divisa una gran vista panorámica de la ciudad.

Gante hacia mediados del

La ciudad perteneció a los Países Bajos de los Habsburgo, el 11 de noviembre de 1576 durante la guerra de los Ochenta Años, las tropas españolas tuvieron que abandonar la ciudad, que recuperarían tras un largo asedio el 17 de septiembre de 1584. Pertenecería en poder español (salvo una breve ocupación francesa en 1678 y de julio a diciembre de 1708), hasta su toma en mayo de 1706 por las tropas de la Alianza de La Haya. En 1714 pasó a formar parte de los Países Bajos Austriacos. Ocupada por Francia entre 1794-1814, formaría parte del Reino Unido de los Países Bajos en 1815, hasta la Revolución belga en 1830.
Por el canal de Gante a Terneuzen los barcos pueden llegar desde el mar hasta el puerto.

## Climatología
El clima de Gante se caracteriza por inviernos fríos y lluvias abundantes durante las estaciones de verano y otoño. Los meses más calurosos son julio y agosto. Las temperaturas medias en invierno van de 0 °C a 10 °C; y de verano de 20 °C a 25 °C. Gante se caracteriza por un clima cambiante, en el que sol, lluvia y nubes se alternan casi a diario.

## Demografía
El 1 de enero de 2021 contaba con una población de 263 703 habitantes. La superficie total es de 156,18 km², con una densidad de población de 1688,45 hab./km².

### Evolución
Todos los datos históricos relativos al actual municipio, el siguiente gráfico refleja su evolución demográfica, incluyendo municipios después de efectuada la fusión el 1 de enero de 1977.
| Gráfica de evolución demográfica de Gante entre 1846 y 2019 |
|                                                             |

## Deporte
Gante fue sede del Campeonato Europeo de Atletismo en Pista Cubierta de 2000 y del Campeonato Mundial de Gimnasia de 2001.
| Equipo           | Deporte    | Competición           | Estadio            | Creación |
| ---------------- | ---------- | --------------------- | ------------------ | -------- |
| KAA Gent         | Fútbol     | Primera División      | Ghelamco Arena     |          |
| Racing Club Gent | Fútbol     | División 2 de Bélgica | PGB-stadion        |          |
| BC Gent          | Baloncesto | Ligue Ethias          | Sportarena Tolhuis | 1950     |

| Predecesor: Valencia 1998 | Campeonato Europeo de Atletismo en Pista Cubierta 2000 | Sucesor: Viena 2002 |

## Educación

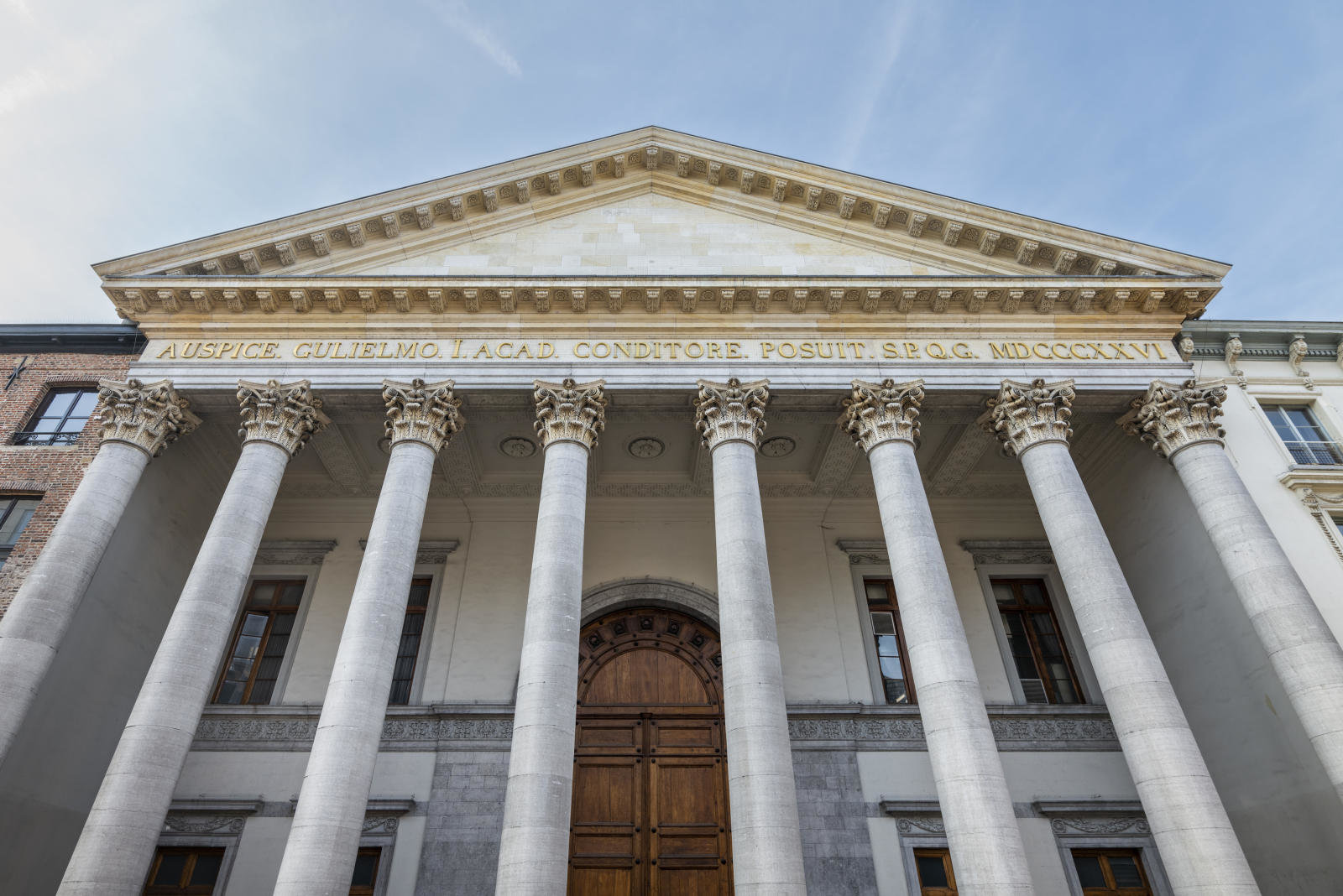
Universidad de Gante

En la ciudad se encuentra la Universidad de Gante (UGent), fundada en 1817. Es pública y no confesional. De habla neerlandesa.

## Transporte
Como es habitual, cultural y hasta símbolo y/o imagen internacional y tradicional de Países Bajos, el uso cotidiano de la bicicleta está muy normalizado y desarrollado, con los innumerables beneficios que ello confiere a las calles, a sus gentes y al paisaje urbano habitual. La orografía tan llana y las distancias confieren que sea ideal incluso para viajeros y visitantes.
El acceso en coche es sencillo, ya que a ella llegan las autopistas E17 y E40. También hay paradas de trenes tanto nacionales como internacionales (Estaciones ferroviarias de Sint-Pieters y Dampoort). Todo esto da como resultado una buena comunicación de la ciudad con el resto de municipios y también con el resto de países que se encuentran alrededor de ella.

## Monumentos y lugares de interés

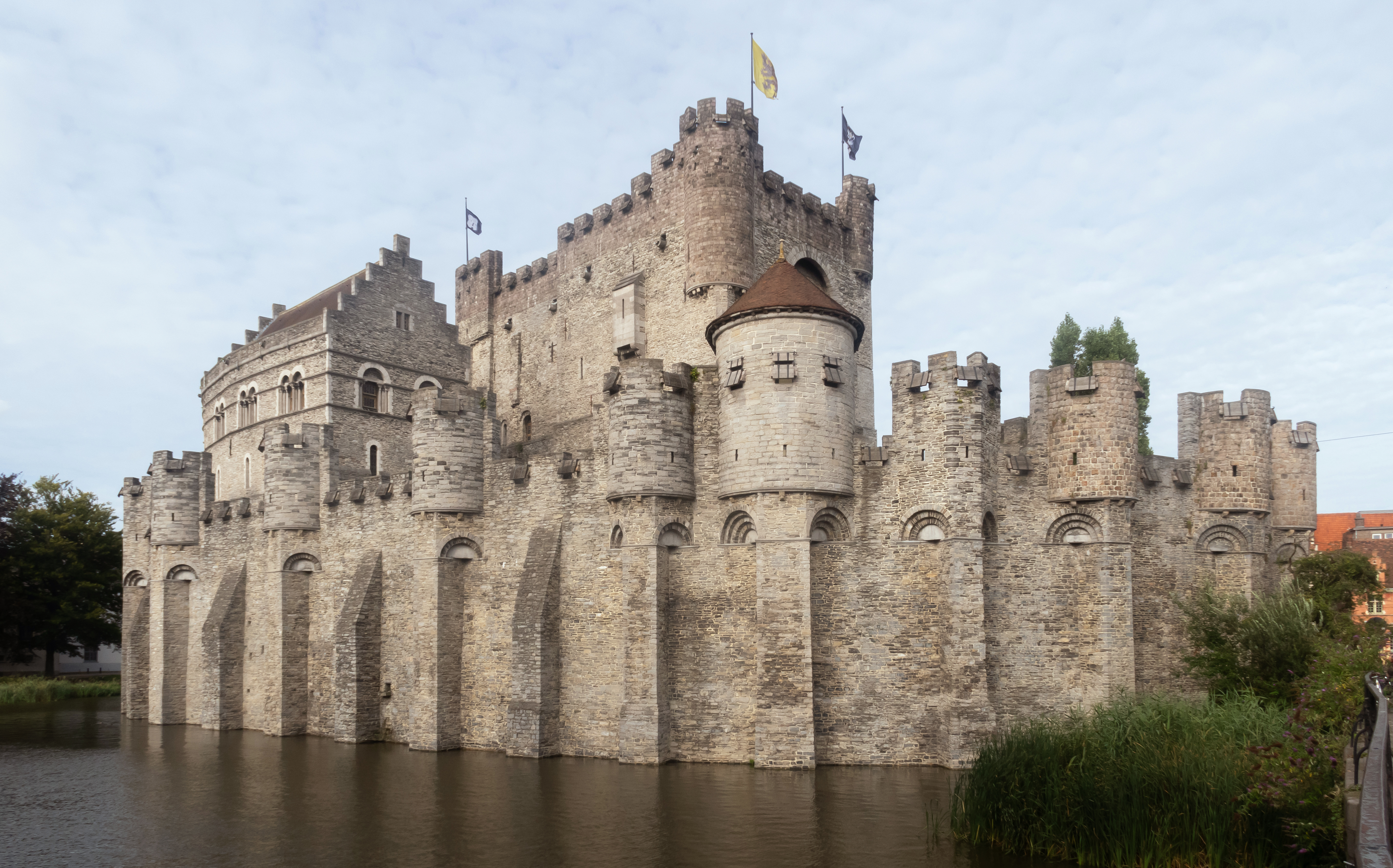
Castillo de los Condes de Gante

- Castillo de los Condes de Flandes (Gravensteen). Fue construido a finales del siglo XII por Felipe de Alsacia. Ubicado en pleno centro de Gante, sirvió como gran elemento defensivo ya que permitía la vigilancia y el control desde lo alto de la torre. En la actualidad se encuentra perfectamente restaurado y todavía conserva a su alrededor el foso medieval con agua, recreando perfectamente sus orígenes. En el interior destaca especialmente la sala de torturas, con una extensa colección de armas e instrumentos empleados para estos fines.
- Torre del Campanario (Belfort). Fue construida en 1313 y simboliza la autonomía de la ciudad y el enorme poder de los gremios medievales. En su interior se puede observar una exposición de campanas, entre las que se encuentra la famosa campana Roland, con su mítico dragón pintado en oro. También hay un pequeño museo con el resto de dragones y en lo alto de la Torre se accede al exterior, desde donde se obtienen las mejores vistas de Gante. Fue declarado Patrimonio de la Humanidad por la Unesco en 1999. Iglesia de San Nicolás

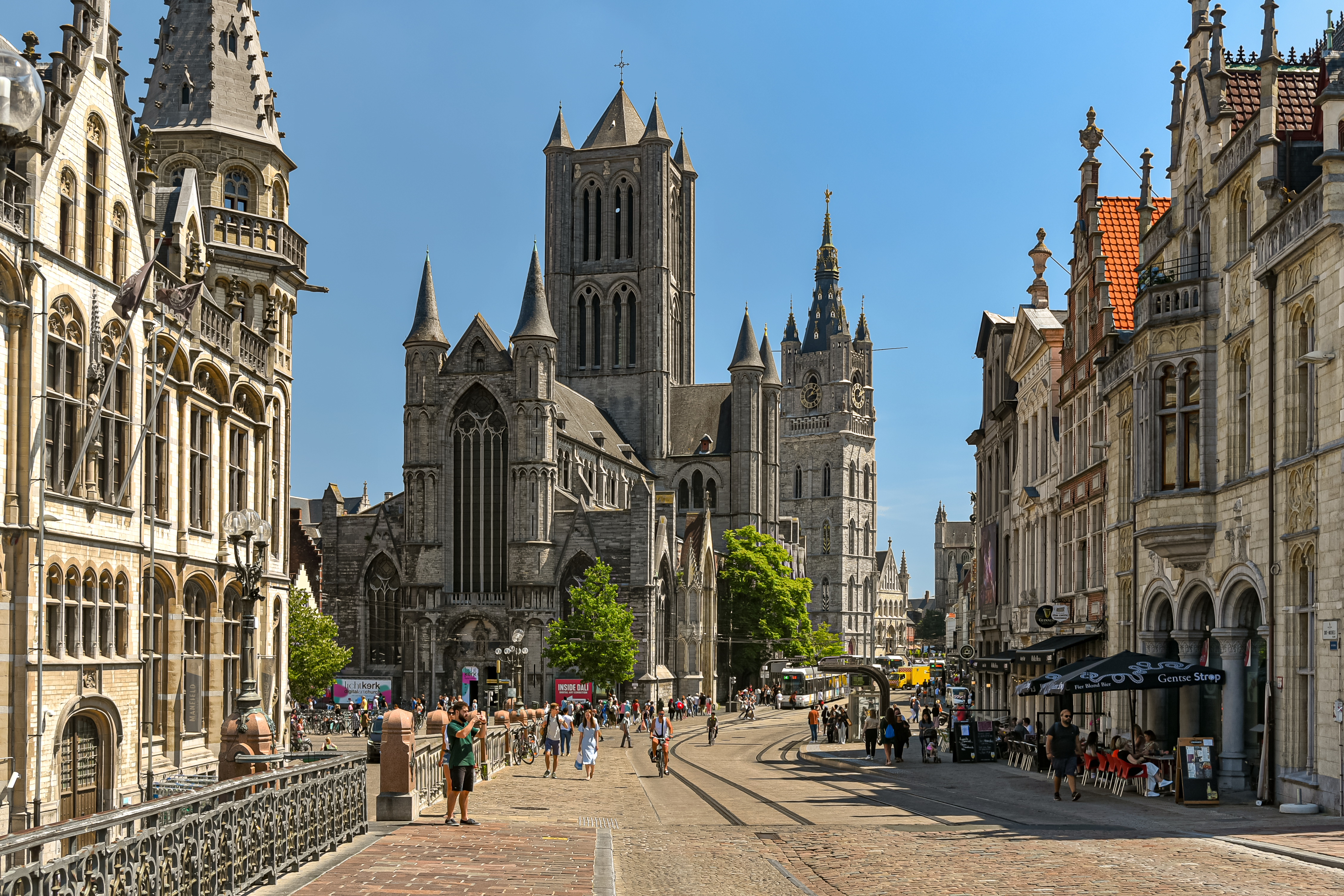
Iglesia de San Nicolás

- Iglesia de San Nicolás. Fue construida en el siglo XIII sobre un templo más antiguo incendiado en 1176. Es un claro ejemplo del denominado gótico escaldiano, con una fachada exterior de acusada verticalidad de la que sobresalen los grandes contrafuertes flanqueados por torres. Durante la Revolución Francesa fue devastada y utilizada como cuadra de caballos; desde entonces se inició un amplio proceso de reconstrucción, que todavía sigue actualmente, para convertir este monumento en uno de los más bellos de la ciudad.
- Puente de San Miguel (Sint-Michielsbrug) sobre el río Lys. Fue construido en el período 1905-1909, por el arquitecto Louis Cloquet.

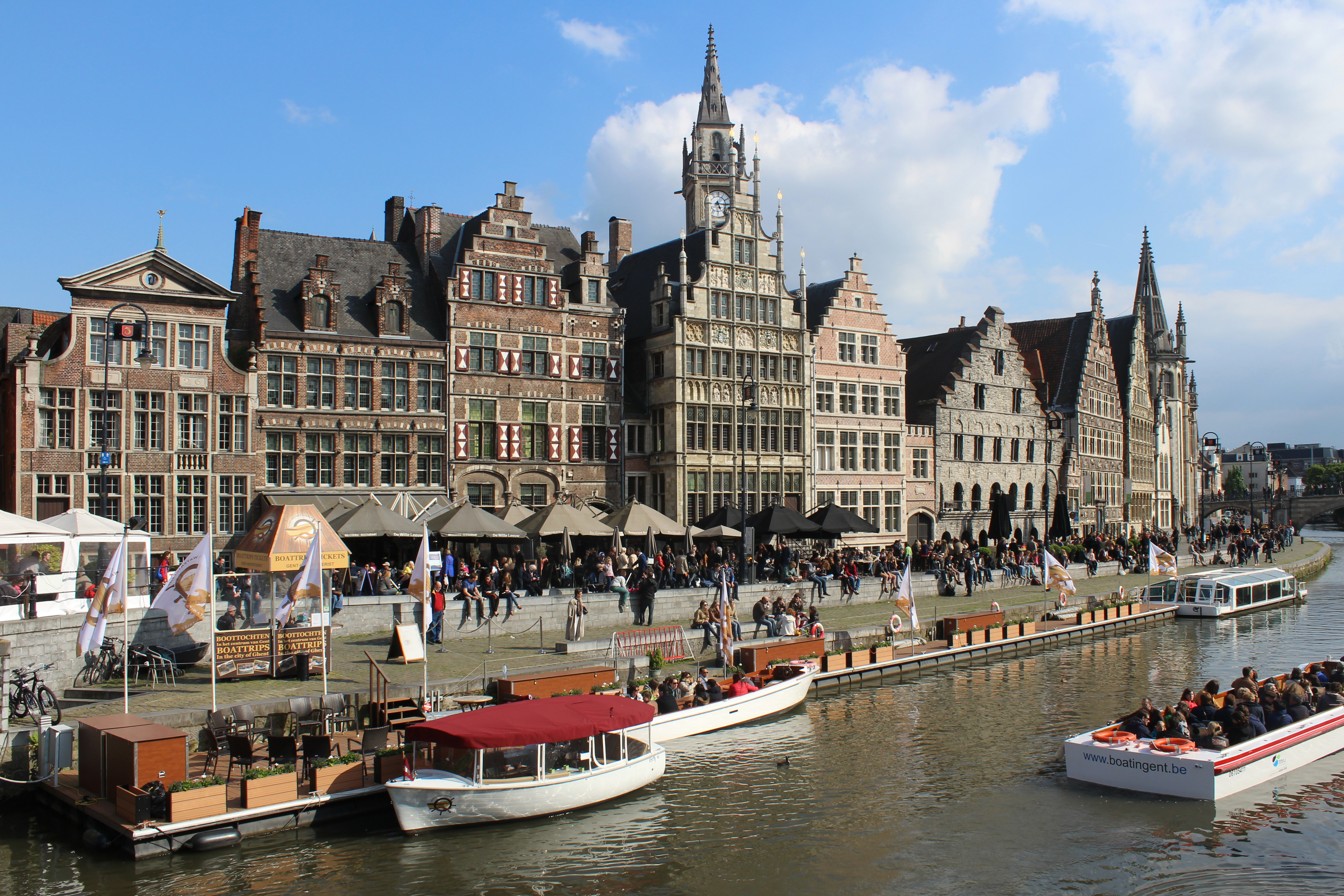
"Graslei" junto al río Lys

- Muelle de las Hierbas (Graslei). Sin lugar a dudas, uno de los lugares más mágicos de Gante y el más apreciado por sus habitantes. Este puerto medieval está repleto de vida. Sus terrazas, sus edificios históricos alineados a la perfección, su romántico canal besando sus orillas y el auténtico despliegue de arquitectura románica, gótica y renacentista invitan a pasear y relajarse mientras la imaginación vuela a tiempos remotos. [cita requerida]
- Catedral de San Bavón. Edificio que mezcla los estilos románico, gótico y barroco y es una de las visitas obligadas de la ciudad. La iglesia adquirió relevancia por dos hechos principales: el primero porque aquí en 1500 fue bautizado el emperador Carlos I de España y V de Alemania, y el segundo porque en su interior se encuentra un auténtico tesoro artístico como La Adoración del Cordero Místico de los hermanos Hubert y Jan van Eyck, entre otras obras importantes de artistas como Rubens, Frans Pourbus el Viejo, Gaspar de Crayer o Lucas de Heere.
- Ayuntamiento de Gante. Edificio con una notable variedad de estilos. El gótico flamígero de la fachada de la calle Hoogpoort contrasta con el sobrio estilo renacentista de la fachada del Botermarkt. En el interior se encuentran la Sala del Arsenal, con una bóveda de madera, y la Capilla Nupcial, iluminada por seis vidrieras que representan a los condes de Flandes. Solo se puede visitar con la compañía de un guía.

## Cultura
Las ferias de Gante se celebran desde el sábado antes del 21 de julio, fiesta nacional de Bélgica, y durante los siguientes diez días, hasta el segundo lunes.

## Ciudades hermanadas
Gante está hermanada con las siguientes ciudades:
- Kanazawa (Japón)
- Nottingham (Reino Unido)
- Saint-Raphaël (Francia)
- Tallin (Estonia)
- Wiesbaden (Alemania)
- Texcoco (México)